# Francis Fernandes
Francis Fernandes (* 25. November 1985 in Vasco da Gama) ist ein indischer Fußballspieler und spielt bei Salgaocar SC und im indischen Nationalteam.